# Kirchheimbolanden
Kirchheimbolanden egy város Németország délkeleti részén, a Rajna-vidék-Pfalz-ban, a Verbandsgemeinde Kirchheimbolanden közigazgatási központja. A donnersbergi járás székhelye, államilag elismert üdülőhely.

## Fekvése
Bad Kreuznachtól délre fekvő település.

## Földrajza
A város területe 26.35 négyzetkilométer, legalacsonyabb pontja 229 m tengerszint feletti magasságban, a legmagasabb pontja 496 méter tengerszint feletti magasságban található. Átlagos magassága 340 m. A legnagyobb település mintegy négy km Mount Thundertől északkeletre a Wartberg, más néven Schillerhain lejtőin.

## Története

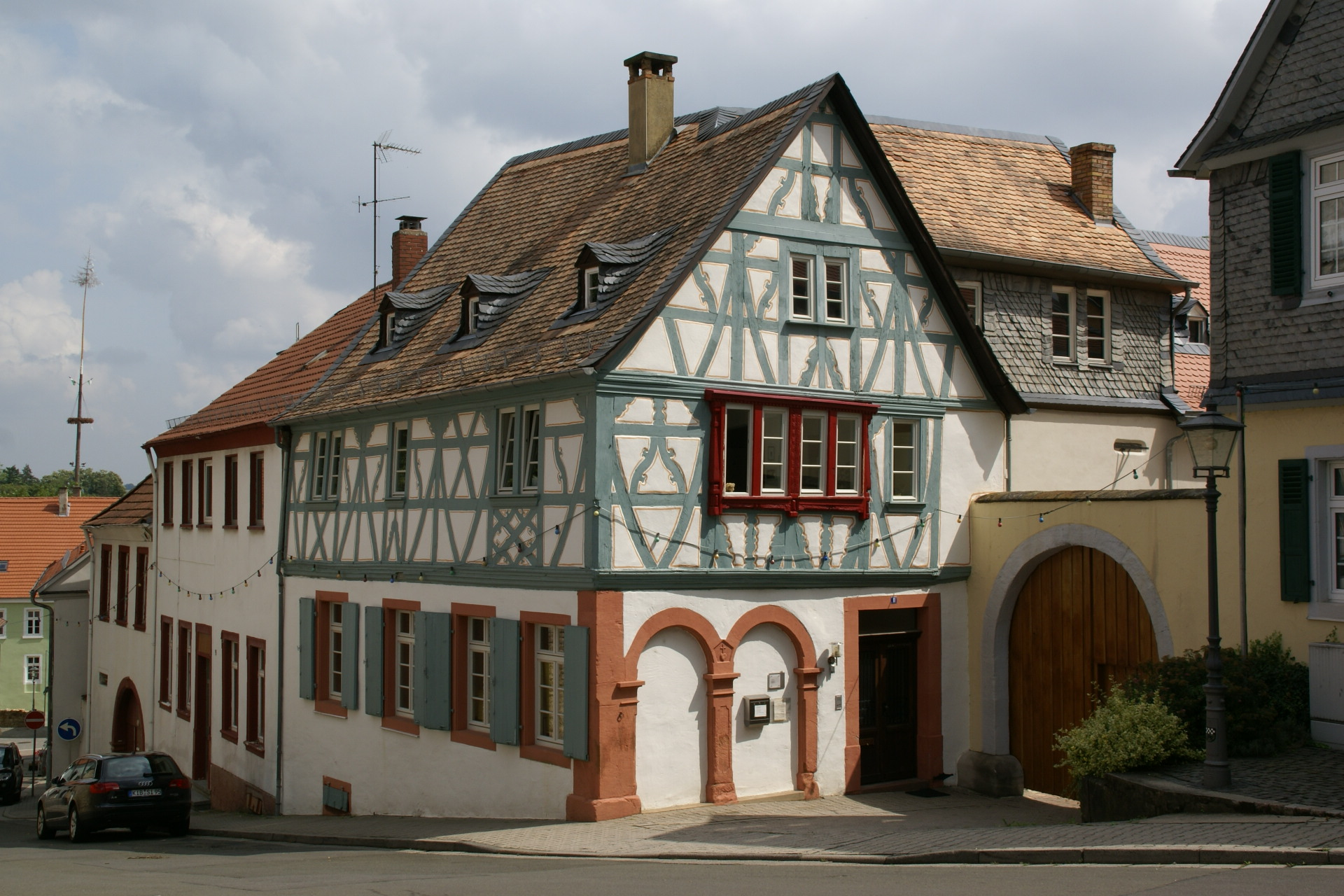

Nevét 774-ben említették először. Szent Remigius nevű templomát már a 12. században említették (későbbi nevén a Szent Péter-templom). Ez a templom adta a hely nevét is. 1368-ban kapott városi jogokat.
1737-ben a város a nassau-weilburgi hercegnek rezidencia lett. 
A város fénykora Károly Ágost nassau-weilburgi herceg (1719-1753) és különösen Károly Krisztián (1753-1788) idejére esett.
1816-ban, a bécsi kongresszus után, a várost Bajorországnak ítélte.

## Nevezetességek

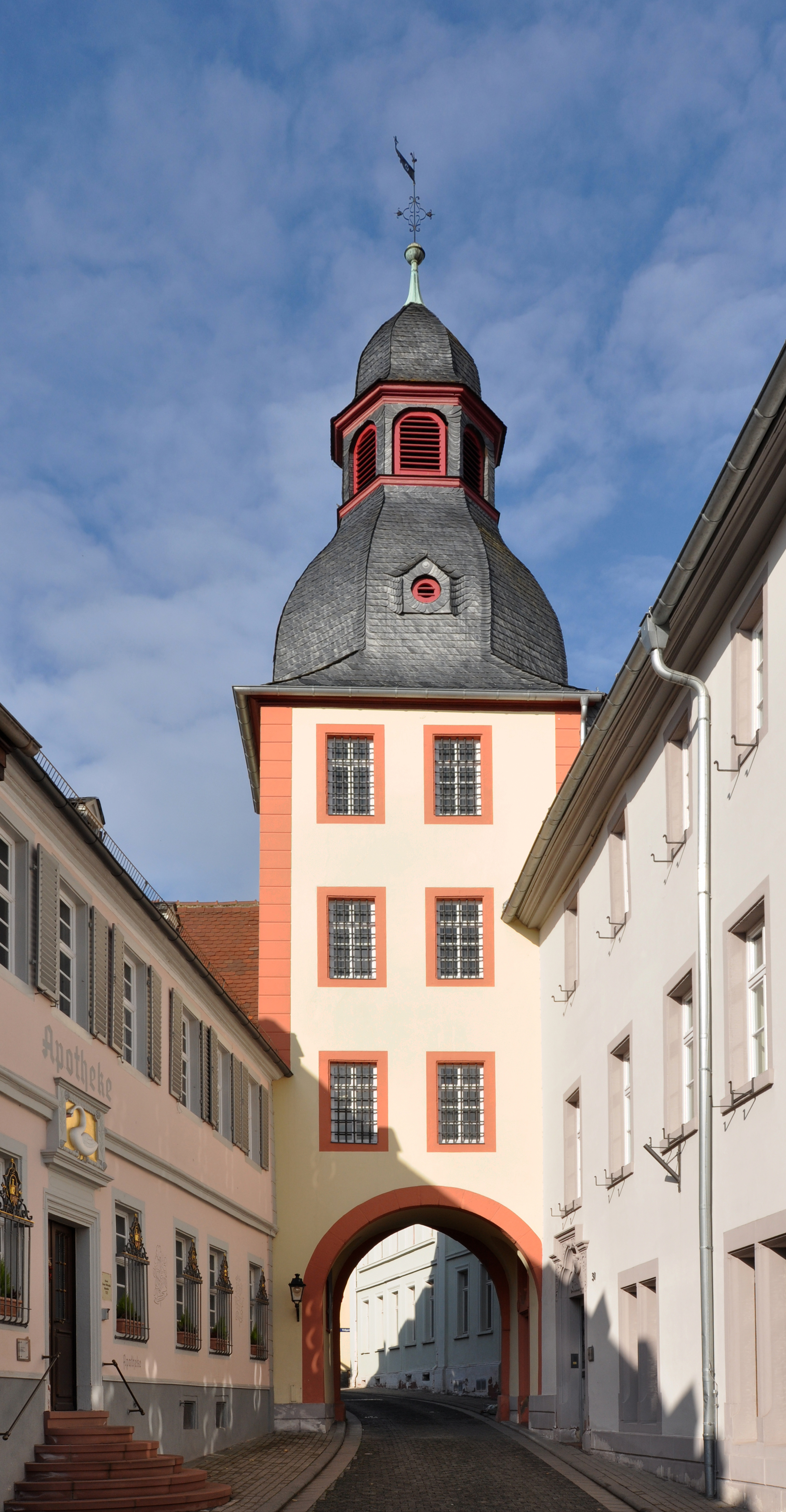
Felső kaputorony

- Középkori városfalak - a régi város déli és nyugati oldalán részben felújított állapotban, körülbelül nyolc méter magasak.
- Felső kaputorony (Oberer Torturm), úgy nevezett gyógyszerészek tornya
- Régi középkori és barokk épületek
- Középkori kaputornyok
- Rokokó palota
- Szent Pál evangélikus templom
- Szent Péter templom
- Kastély (Schloss)
- Múzeumok

## Galéria

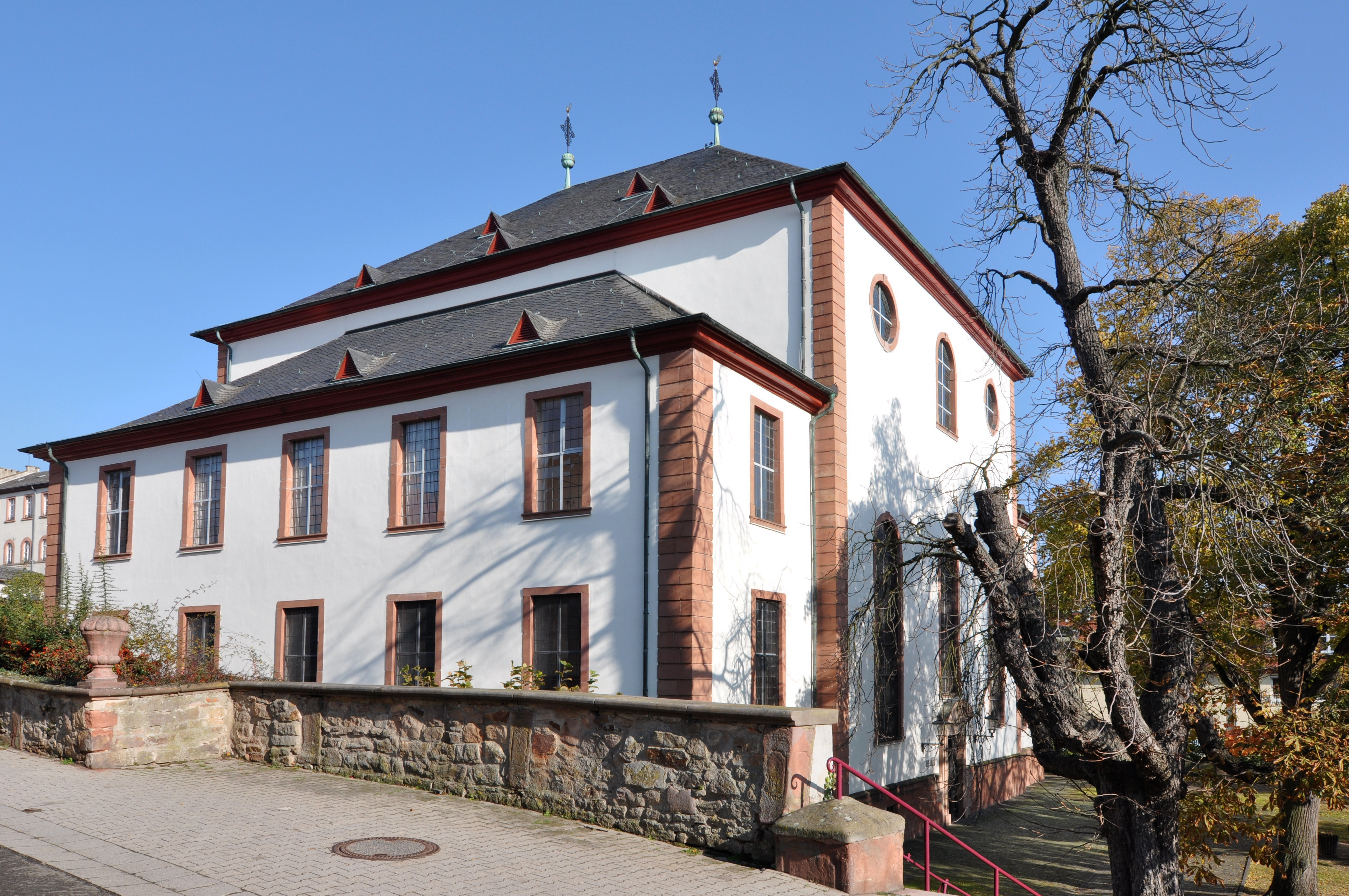
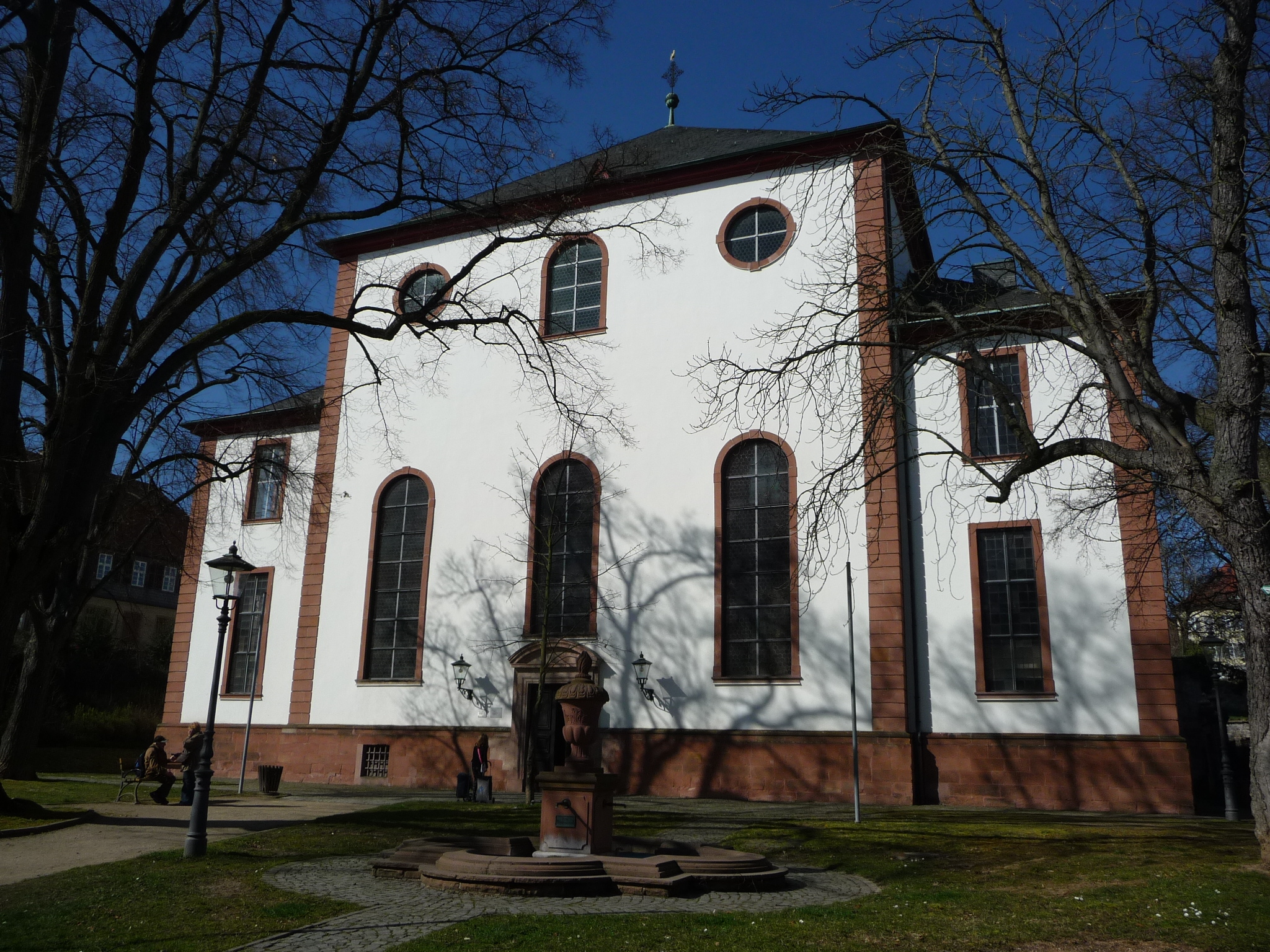
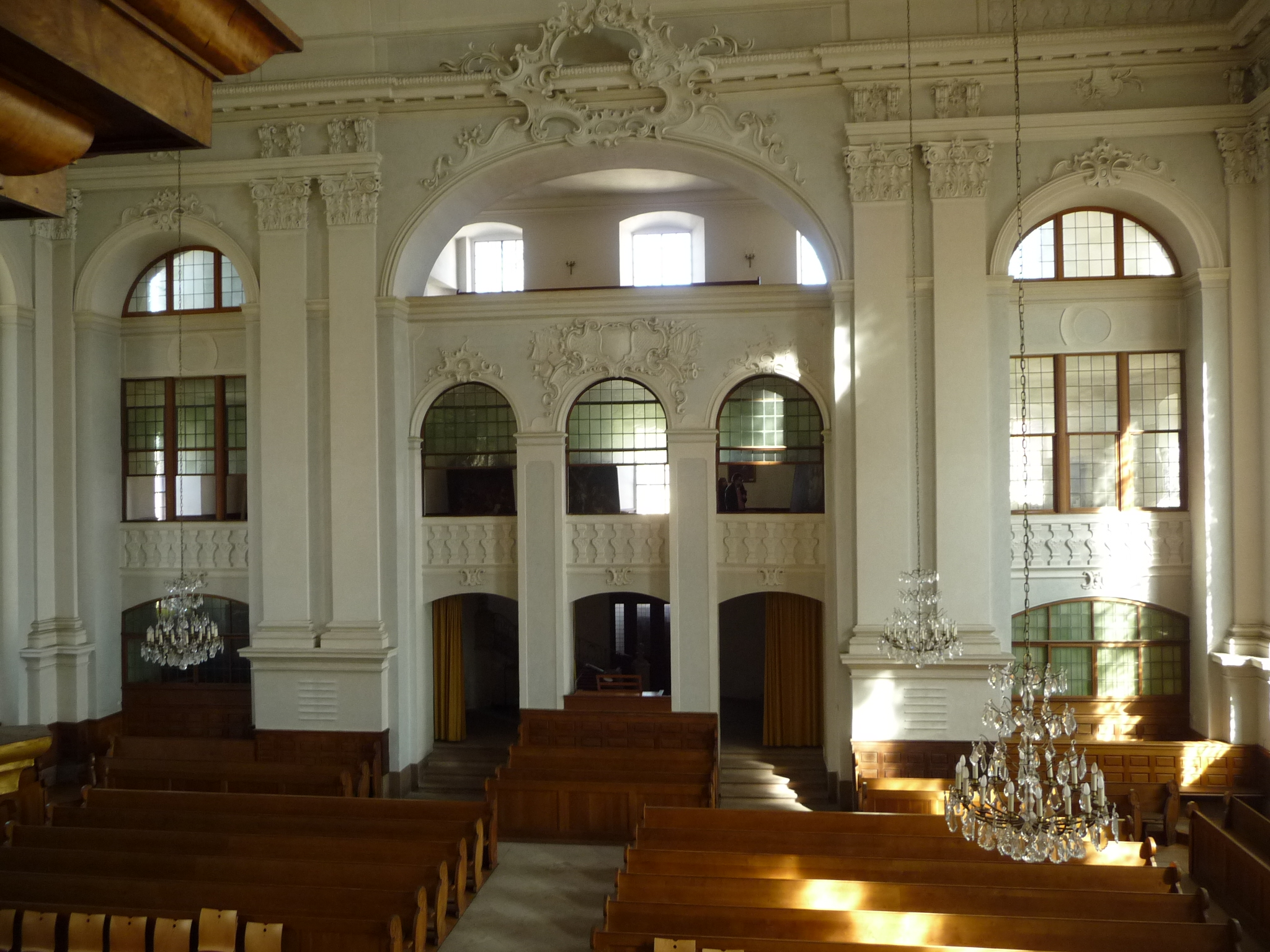
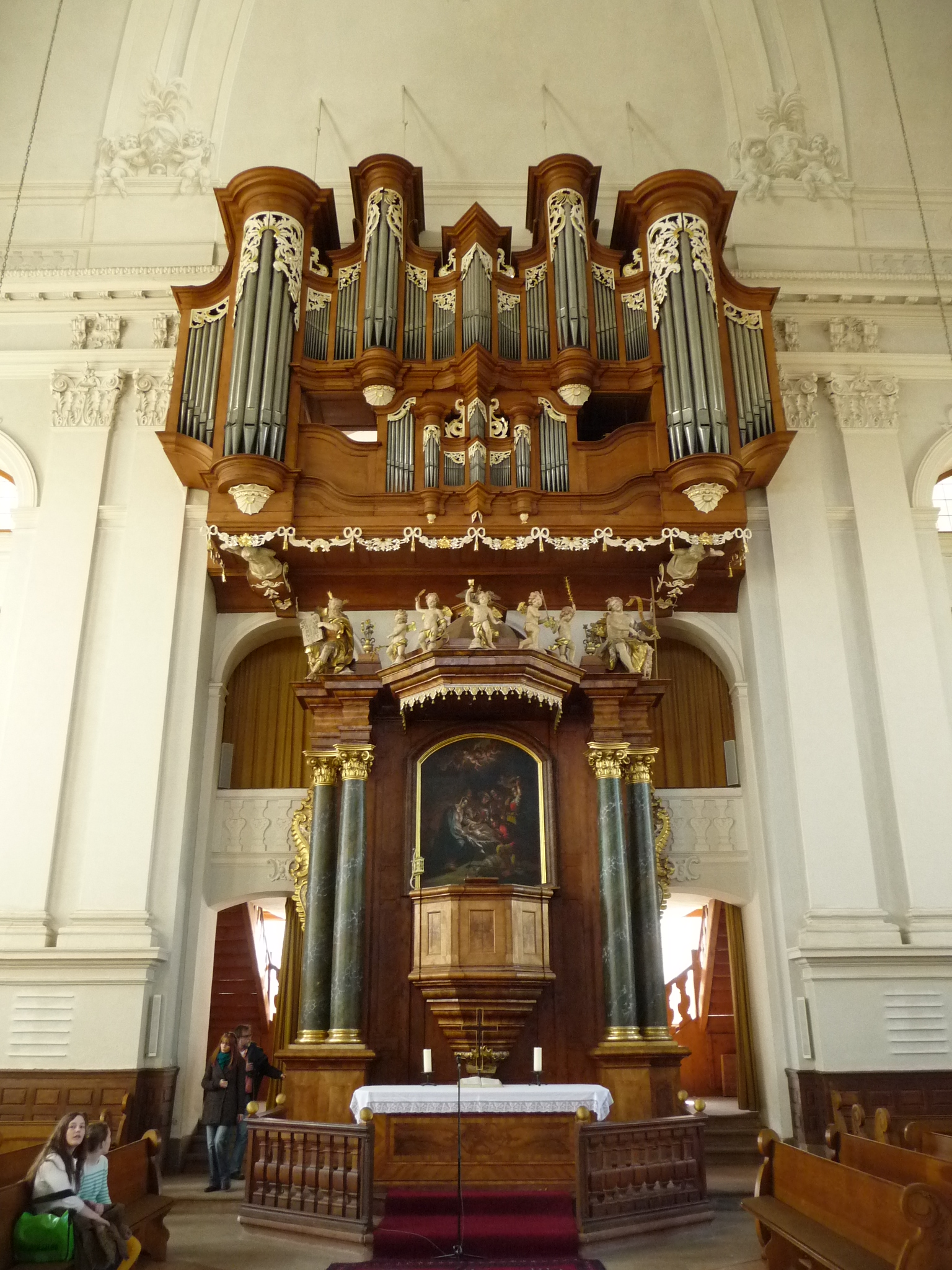
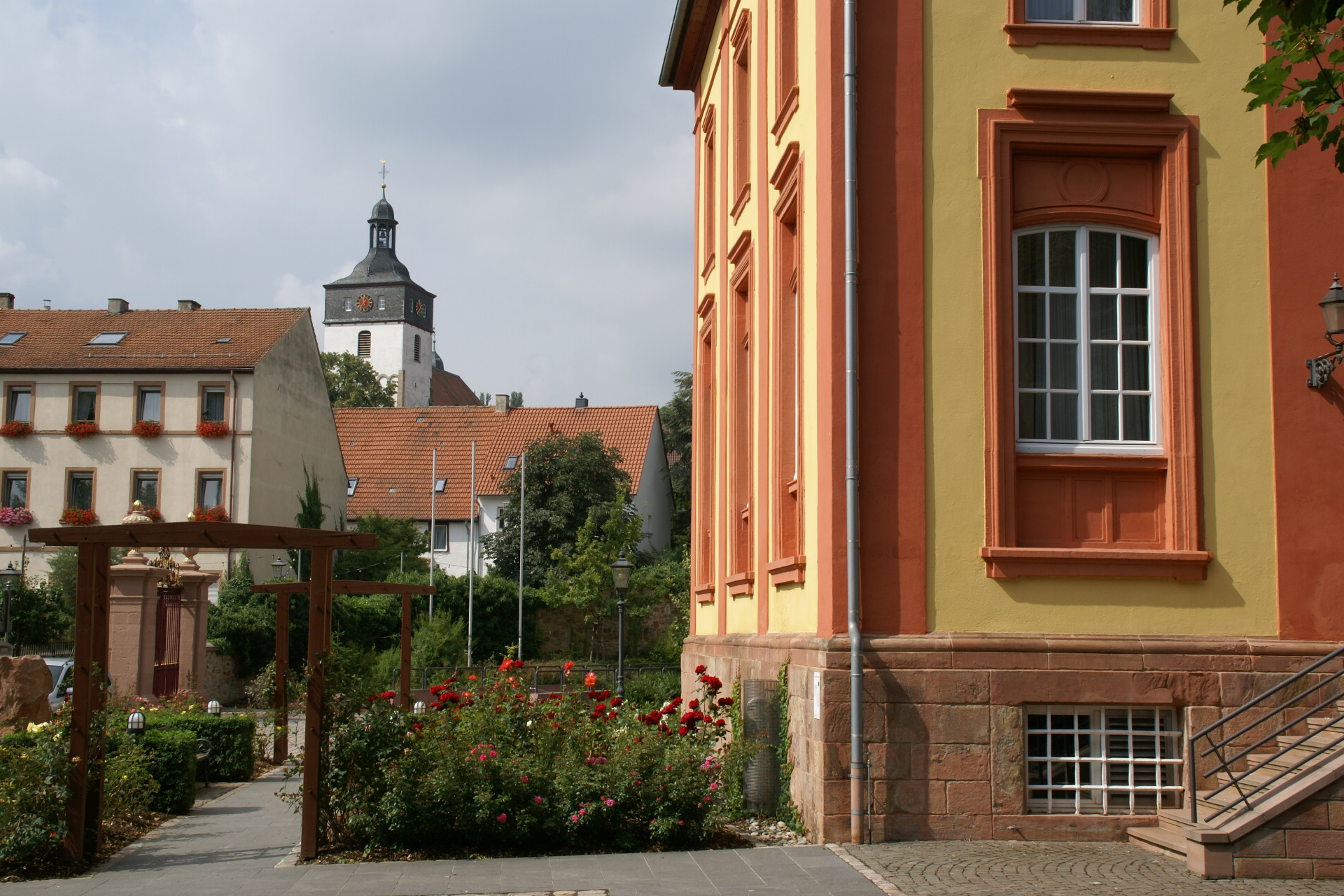
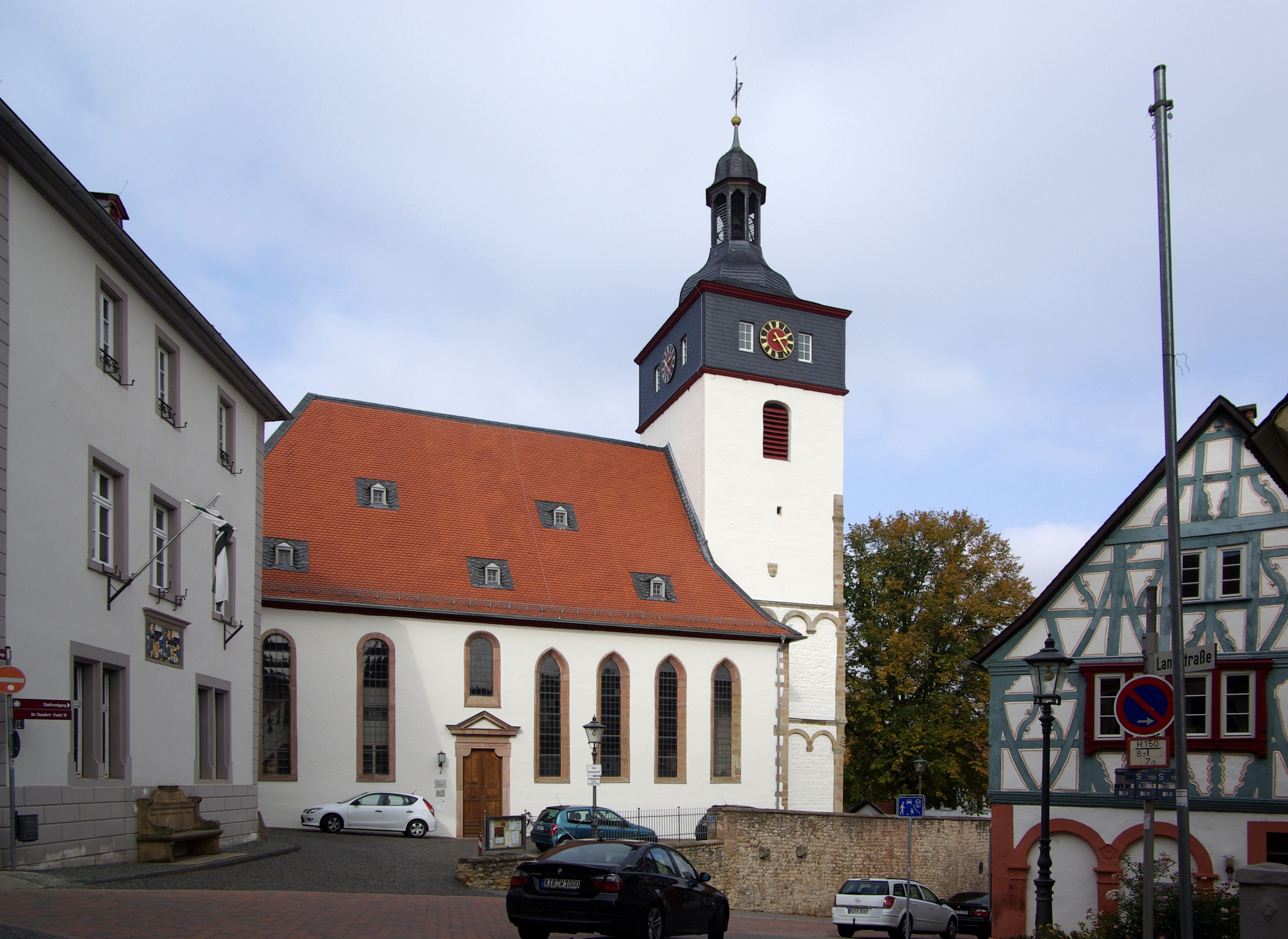
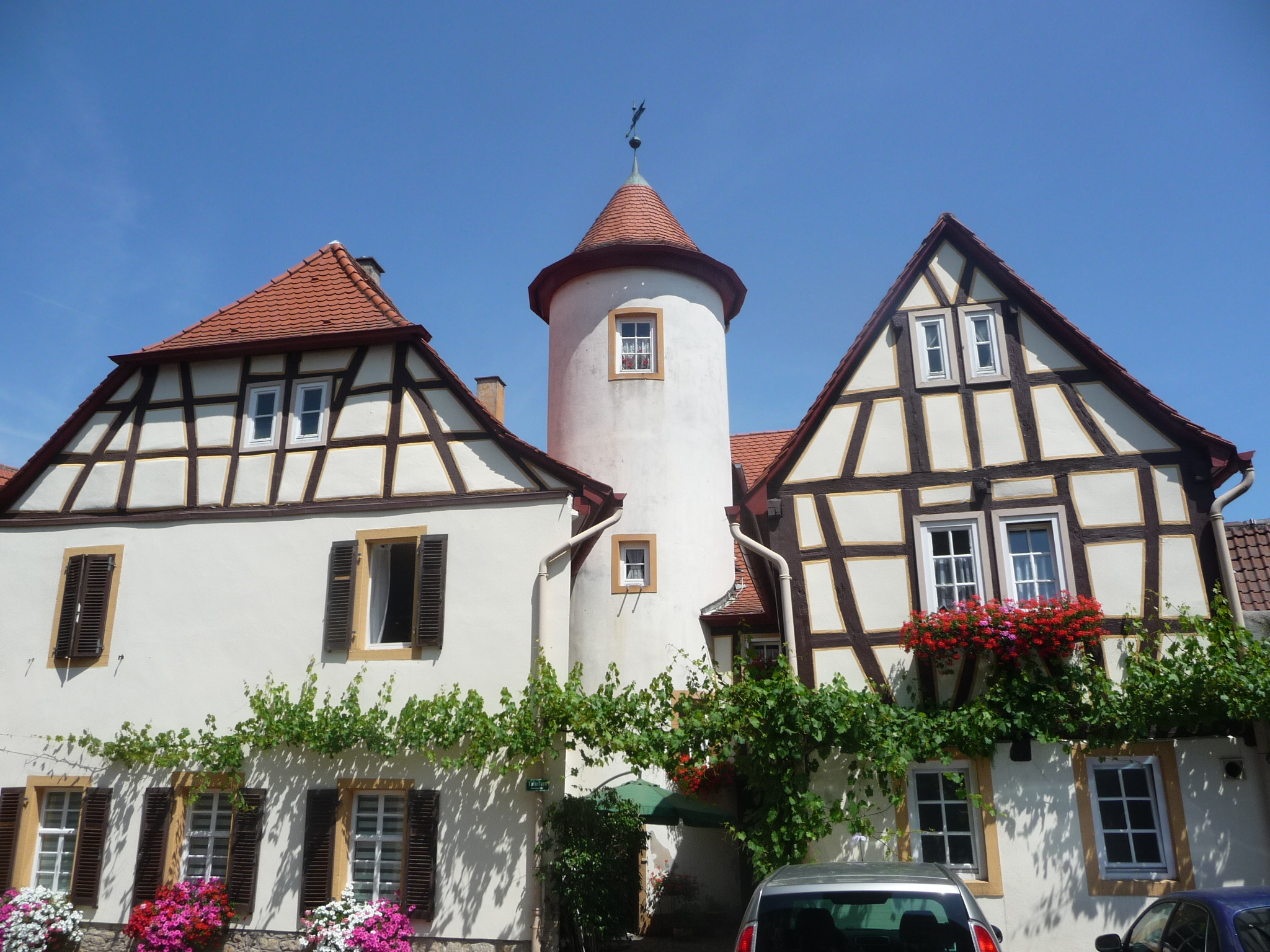
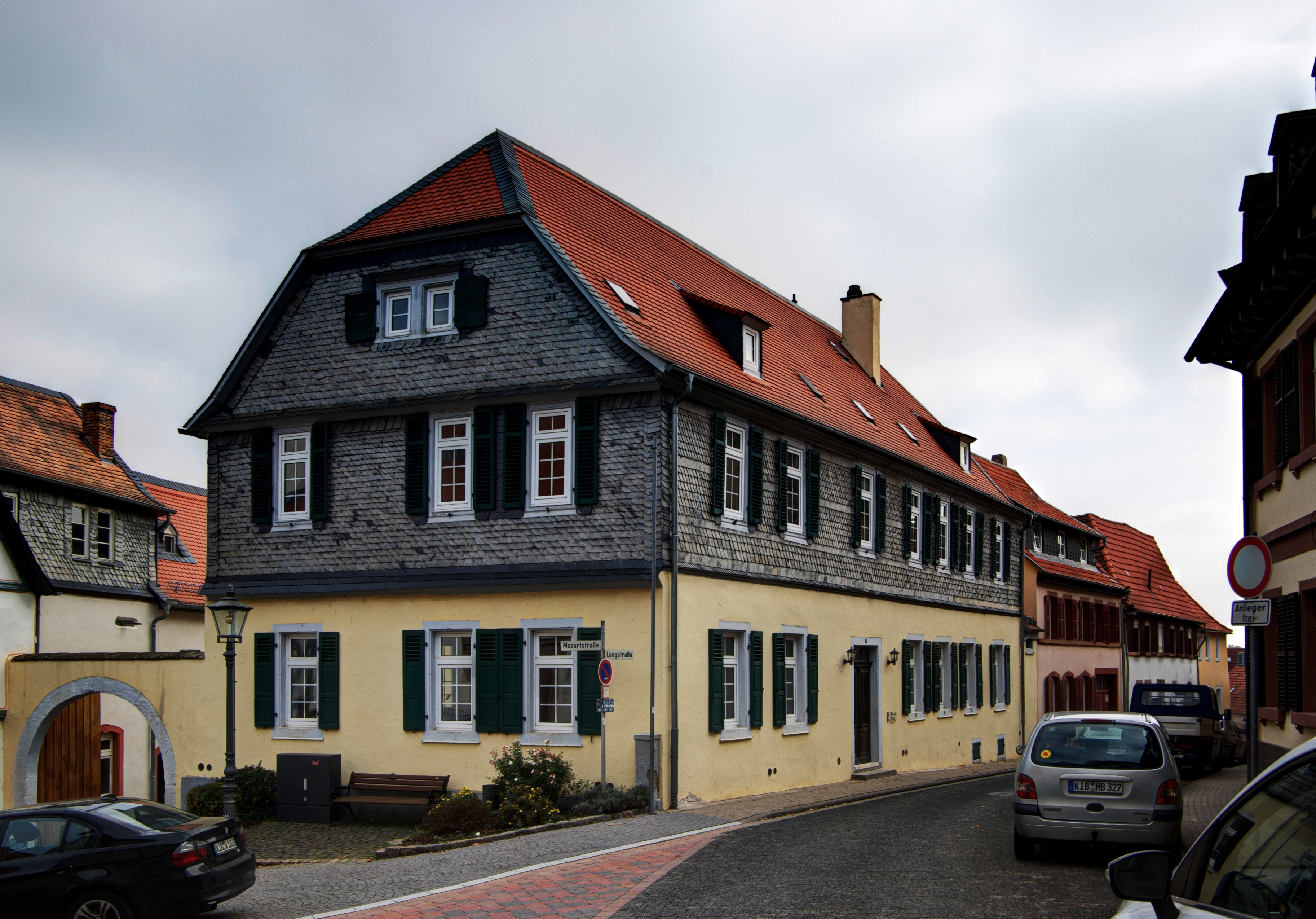
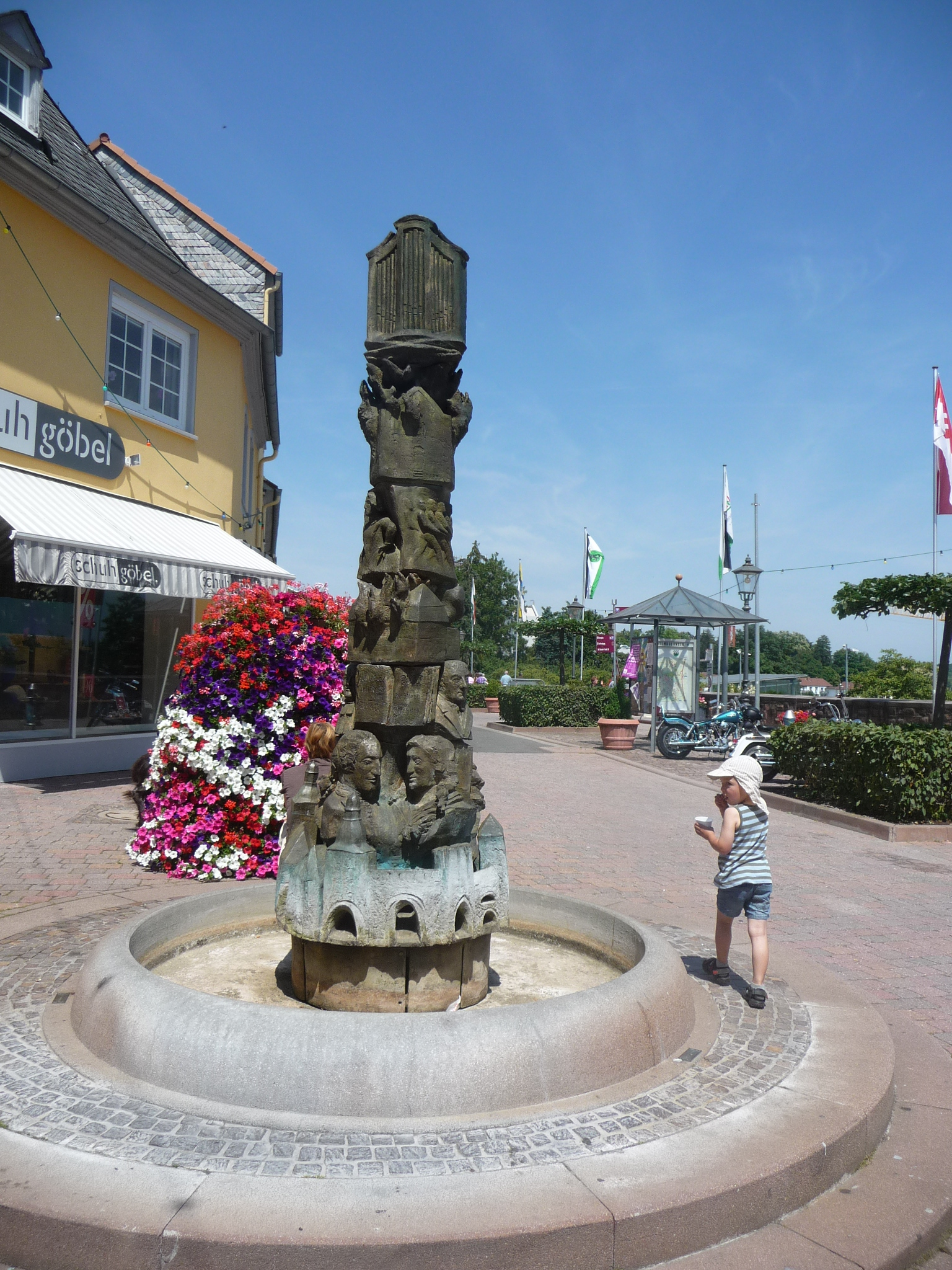
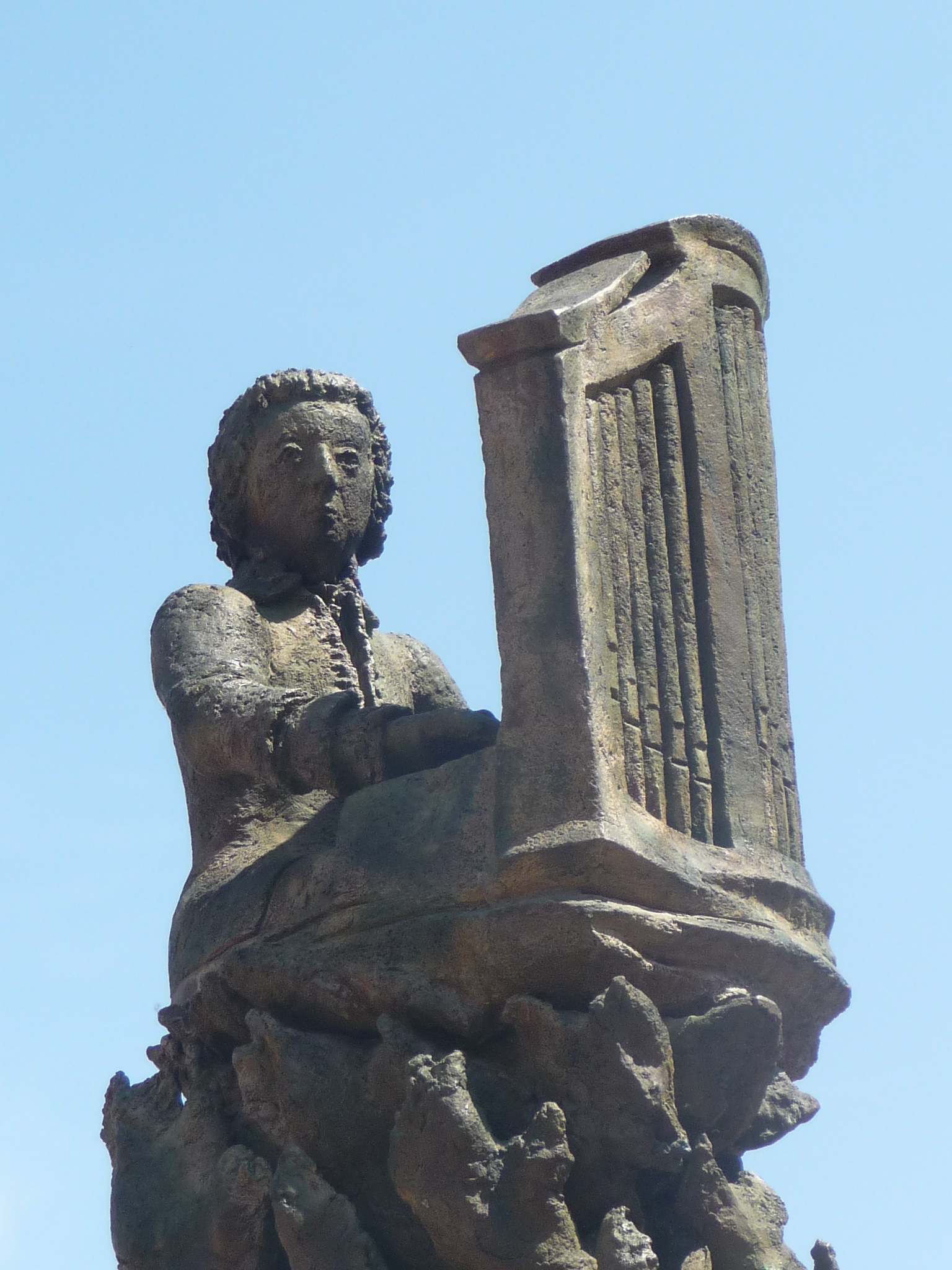
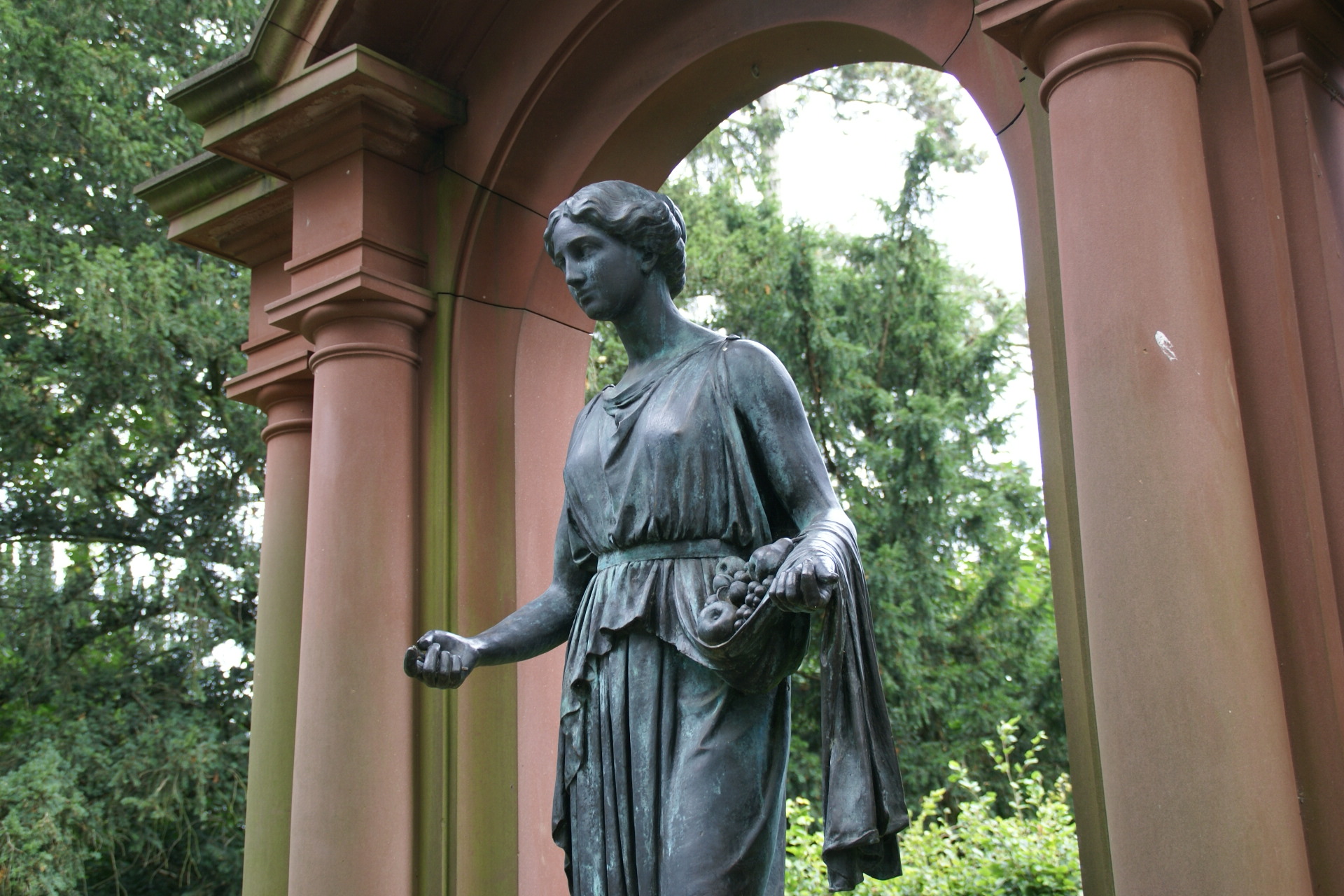
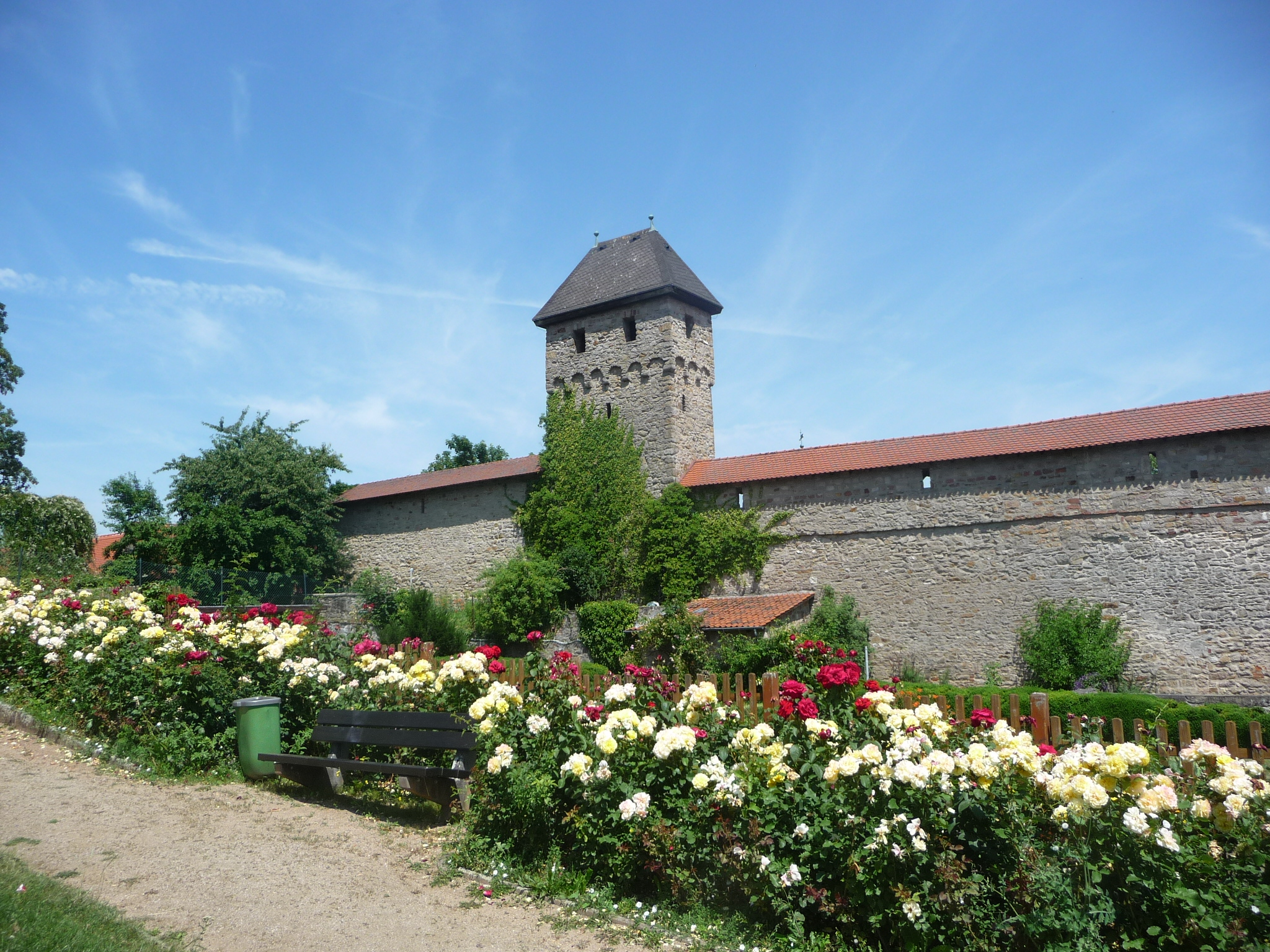